# يهوناتان جاترو
يهوناتان جاترو (بالعبرية: יהונתן גטרו) ولد 25 أكتوبر، في تل أبيب وهو ممثل ومغني إسرائيلي. ولد بالاسم يهوناتان جتروّير ولكنه يعرف بالأسماء جاترو ويهوناتان.

## حياته الشخصية والمهنية
ولد جاترو في تل أبيب. في عام 2000-2001 حرر أول البوم له بالعبرية. خلال هذه الفترة، شارك في مسابقة جمال إسرائيل.
في 2002، انتقل إلى لوس أنجلس ليتعلم التمثيل. في 2006، حرر أول أغنية من البومه كوريه لاخا (ما يعني أُنادي عليك)، وهي أغنية سخيفه مثلية. جاترو أيضا مثلي الجنس.

## الإصدارات
- «مدبريم عل زه» (מדברים על זה) عام 2000
- «كوريه لاخا» (קורא לך) 2006
- «بلايلا حام بكايتس» (בלילה חם בקיץ) 2007
- «جاست اناثار سامر» (Just Another Summer)
- «ماي ترن» (My Turn)
- «نفرادنو كاخ» (נפרדנו כך) 2009
- «رمامبر ون» (Remember When)
- «تحزور لبايتا» (תחזור לביתה)